# Sylwester Chęciński
Sylwester Chęciński, né le 21 mai 1930 à Susiec, dans la voïvodie de Lublin en Pologne et mort le 8 décembre 2021 à Wrocław, est un réalisateur polonais.

## Filmographie partielle
- 1961 : La Pantoufle dorée (Historia żółtej ciżemki, littéralement L'Histoire des babouches jaunes)
- 1967 : Sami Swoi
- 1971 : Légende
- 1974 : Take It Easy
- 1978 : Kochaj albo rzuć
- 1982 : Wielki Szu
- 1991 : Rozmowy kontrolowane (Conversations contrôlées)